# Leherennus
Leherennus, Leheren ou Leherenn est un dieu de la mythologie aquitaine faisant partie du panthéon aquitain.

## Étymologie
"Leherenn pourrait venir de lehen "premier'' ou de leher "détruire, écraser'' (ce qui expliquerait son association à Mars), voire de leher ''pin''. Dans ce dernier cas, Leherenn serait lié à un arbre divinisé, comme cela semble être le cas d'Arixo et d'Artahe avec le chêne. D'autres divinités, au nom latin mais non traditionnelles du panthéon romain, attestent de cette importance des arbres, comme Fagus (le hêtre) et sex arbores ''six arbres''. Dans le même cas, nous retrouvons Abellionn, parfois identifié au pommier".
Les dernières hypothèses tendent à préférer voir un lien avec le pin. En effet, les autres divinités aquitaines associées à Mars n'ont, elles, aucun rapport étymologique avec la guerre ou la force (à part peut-être Sutugio, dont l'étymologie reste discutée). Ce ne seraient donc pas ces dernières caractéristiques qui auraient induit ce syncrétisme avec Mars, mais plutôt celle liée à la notion de "dieu protecteur". 

## Equivalent par syncrétisme
Leherennus a été assimilé au dieu Mars. 

## Inscriptions
Pas moins de vingt autels votifs dédiés à Leherennus ont été trouvés en Ardiège (Haute-Garonne) et un à Franquevielle (Haute-Garonne), laissant supposer l'existence à proximité d'un ancien sanctuaire consacré à cette divinité:
- CIL XIII, 96: Leheren(n)o / deo / Bambix Sori / f(ilius) v(otum) s(olvit) l(ibens) m(erito).
- CIL XIII, 97: Leherenno / Domesticus / Rufi f(ilius) / v(otum) s(olvit) l(ibens) m(erito).
- CIL XIII, 98: Leherenno / deo / Mandatus / Ma(n)sueti f(ilius) / v(otum) s(olvit) l(ibens) m(erito).
- CIL XIII, 100: [M]ar[ti?] / Leherenn(o) / deo / Maximus / Mandati f(ilius) / v(otum) s(olvit) l(ibens) m(erito).
- CIL XIII, 101: Leherenno / deo / Osson / Priami l(ibertus) / v(otum) s(olvit) l(ibens) m(erito).
- CIL XIII, 102: Leherenno / deo / Primulu[s] / [–––].
- CIL XIII, 104: Le(he)ren/no / deo / Sabin(u)s / v(otum) s(olvit) l(ibens) m(erito).
- CIL XIII, 105: Leherenno / deo / Tertullus / v(otum) s(olvit) l(ibens) m(erito).
- CIL XIII, 106: Leheren(n)i(!) / Uriaxe / Ilunnosi / filia.
- CIL XIII, 107: [–––] / Leheren/ni(!) / v(otum) s(olvit) l(ibens) m(erito).
- CIL XIII, 108: Leherenn(o) / Marti / [–––].
- CIL XIII, 109: Leheren(no) / Marti / Bambix / Publi lib(ertus) / v(otum) s(olvit) l(ibens) m(erito).
- CIL XIII, 110: Leher[enno] / Mart[i] / Cast[us] / Const[an]/tis fil[ius] / v(otum) s(olvit) l(ibens) m(erito).
- CIL XIII, 111: Marti / Leherenni(!) / Ingenus / Siricconis f(ilius) / v(otum) s(olvit) l(ibens) m(erito).
- CIL XIII, 112: Leheren/no Mar(ti) / Seranus / [Sex]tilli(?) f(ilius) / [–––].*
- CIL XIII, 113: Leherenn(o) / Marti / Titullus A/moeni fil(ius) / v(otum) s(olvit) l(ibens) m(erito).
- CIL XIII, 114: [Leh]erenno / [M]arti / […]rania / [I]ngenua / [v(otum)] s(olvit) l(ibens) m(erito).